# Хрватски ослободилачки покрет
Хрватски ослободилачки покрет (ХОП) је била усташка терористичка организација коју је основао Анте Павелић у Буенос Ајресу 1956. године. Иста група је данас организована и регистрована као политичка партија у Хрватској.

## Аргентински период
Ова организација, скраћено ХОП, је била војна организација усташа после Другог светског рата. Видну улогу у ХОП-у, са циљем очувања усташтва какво је било, је имала Павелићева кћи Вишња. У то време су Израелци захтевали од Аргентине изручење Павелића. После атентата, Павелић је тада, са породицом, побегао преко Чилеа у Шпанију, где је добио заштиту генералисимуса Франсиско Франка. Усташа Срећко Пшеничник, зет Павелића, је преселио седиште ХОП-а из Буенос Ајреса у Торонто након Павелићеве смрти, 1960. године. Пшеничник је тада постао нови вођа ХОП-а и наставио је са издавањем листа ХОП-а, „Независна Држава Хрватска“. Овај лист је, у складу са усташком политиком, наставио са публиковањем антијугословенских памфлета.

## ХОП у Северној Америци
Неколико чланова ове организације је учествовало у терористичким нападима на простору Југославије за шта су 25. јуна 1964. осуђени на затворске казне због почињених убистава и диверзија.
На чело огранка у Сједињеним америчким државама је био постављен Стјепан Хефер, бивши усташки министар „сељачког господарства и прехране“. После Хеферове смрти је овај огранак ХОП-а преузео Антон Боначић, аташе за културу у министарству спољњих послова Независне Државе Хрватске. У јавности је Боначић позирао као писац и антикомунист, држећи говоре и подносећи резолуције о продужавању борбе за Независну Државу Хрватску. На челу америчког ХОП-а је Боначић остао до октобра 1981.

## Активности ХОП-а у Аустралији
Океанијски огранак ХОП-а је основан 1963. године са седиштем у Аустралији. На чело овог огранка је постављен Срећко Ровер, усташа који се доселио у Аустралију 1948. године.
Ову терористичку групу је након Павелићеве смрти у Аустралији 1967. поново организовао нови вођа усташа, Стјепан Хефер. У току следећих неколико година ХОП је извршио неколико атентата и напада на југословенска дипломатска и ЈАТ-ова представништва у Аустралији. Хефер је био на челу ХОП-а све до своје смрти 1973. године{
ХОП-ове терористичке активности и снимљене заједничке војне вежбе са групом Грађанске војне снаге Аустралијске армије су навеле аустралијског сенатора са Тасманије, O'Byrne, да поведе кампању против ХОП-а у Аустралијском парламенту који је тада контролисала владајућа аустралијска Либерална партија раних 1970-их. Многи чланови ХОП-а су били чланови Либералне странке Аустралије, што је, заједно са хладноратовском атмосфером у свету, обезбеђивало политичку и легалну заштиту ХОП-ових активности у Аустралији.. Након доласка на власт Аустралијске лабуристичке партије, аустралијски јавни тужилац је одобрио прислушкивање осумњичених терористичких вођа Срећка Ровера и Фабијана Ловоковића. У то време Ловоковић је био вођа ХОП-а. За тренинге својих терориста ХОП је у Аустралији користио камп аустралијске војске у Водонги у држави Викторија.
ХОП, заједно са Хрватским народним одпором, се заносио идејом о успостављању хрватске нео-фашистичке државе 1980-их. Обе терористичке групе су заговарале освету над Србима и биле су инфилтриране у добротворна и културна друштва хрватских имиграната у свету.
ХОП, Одпор, и друге нацистичке и терористичке организације су инфилтрирале Светску антикомунистичку лигу како би замаскирале своје терористичке активности по свету.

## 1990-е и распад Југославије
ХОП је био тужена страна у познатом случају Алперин против Ватиканске банке пред судом Северног дистрикта Калифорније у Сједињеним Америчким Државама. Група лица која је преживела Холокауст је тврдила да су Ватиканска банка, фрањевачки ред Католичке цркве у Хрватској и ХОП били укључени у и профитирали од криминалних активности усташа у Другом светском рату. Исти суд је 2003. одбио тужбу против ХОП-а тврдећи да суд нема јурисдикцију над овим судским случајем. Девети окружни апелациони суд Калифорније је потврдио одлуку нижег суда 2006. године.
У току распада СФР Југославије, раних 1990-их, ХОП се преселио у Загреб где се 1991. званично регистровао као политичка партија.. Вођа ове политичке партије, након регистрације, је био усташа Срећко Пшеничник, зет Анте Павелића.
Ова партија крајње деснице и јавно проусташка, је маргинална политичка партија у Хрватској. Изазвала је пажњу светских медија плаћањем мисе задушнице Анти Павелићу 1997. године у римо-католичкој цркви св. Дује у Сплиту..